# Juan Burgueño
Juan Burgueño Pereira (4. februar 1923 - 21. september 1997) var en uruguayansk fodboldspiller, der med Uruguays landshold vandt guld ved VM i 1950 i Brasilien. Han var dog ikke på banen i turneringen.
Burgueño spillede på klubplan for Danubio FC i hjemlandet og Club Atlanta i Argentina.